# Tsukamoto Katsuyoshi
Pour les articles homonymes, voir Tsukamoto.
Tsukamoto Katsuyoshi est un nom japonais traditionnel ; le nom de famille (ou le nom d'école), Tsukamoto, précède donc le prénom (ou le nom d'artiste).
Le baron Tsukamoto Katsuyoshi (塚本勝嘉) (27 décembre 1847 - 15 janvier 1912) est un général de l'armée impériale japonaise.

## Biographie
Tsukamoto Katsuyoshi est le troisième fils d'un samouraï nommé Ido du domaine d'Ōgaki (actuelle préfecture de Gifu), et est adopté par la famille Tsukamoto durant son enfance. Jeune samouraï, il commande une escadre du domaine durant la répression des forces anti-shogunales lors de la seconde expédition de Chōshū. Il rejoint plus tard l'alliance Satchō pro-impériale quand le domaine change de camp durant la guerre de Boshin. En 1872, il est nommé sous-lieutenant dans la nouvelle armée impériale japonaise. Il commande le 6e bataillon lors de l'expédition de Taïwan de 1874. Par la suite, il est stationné à la garnison de Kumamoto et participe à la répression de la rébellion de Satsuma de février à octobre 1877.
Durant la première guerre sino-japonaise, Tsukamoto commande le 6e régiment d'infanterie et se distingue à la bataille de Pyongyang. Après la guerre, il est commandant de l'école militaire impériale du Japon et chef d'État-major de la 6e division. En septembre 1897, il est promu major-général. Il commande la 21e brigade d'infanterie durant la révolte des Boxers et au début de la guerre russo-japonaise, comme lors de la bataille de Nanshan. En septembre 1904, il est promu lieutenant-général. Il succède au général Ogawa Mataji à la tête de la 4e division après que ce-dernier ait été blessé lors de la bataille de Liaoyang. Il continue de commander la division durant la bataille de Mukden. Après la guerre, il est réassigné à la tête de la 9e division.
En septembre 1907, Tsukamoto reçoit le titre de baron (danshaku) selon le système de noblesse kazoku. Il se retire en décembre 1908 et meurt en 1912.